# Füzessy Ottó
Füzessy Ottó (Debrecen, 1928. február 27. – Budapest, 1988. július 15.) magyar színész.

## Életpályája
1946-ban lépett színpadra. 1949-ben szerzett színészi diplomát a Színház- és Filmművészeti Főiskolán. Az Ifjúsági Színházban kezdte pályáját. 1951-től a szolnoki Szigligeti Színház, 1954-től a Békés Megyei Jókai Színház szerződtette. 
Az 1956-57-es évadot a kaposvári Csiky Gergely Színházban töltötte.
1957 novemberében és decemberében ’56-os „ellenforradalmi” tevékenységének vádjával vizsgálati fogságba hurcolták, majd a Szegedi Katonai Bíróság zárt tárgyaláson, jogerősen egy év és hat hónapra, valamint részleges vagyonelkobzásra ítélte. 
Rövid ideig az Állami Déryné Színházban is játszott, 1960-tól az egri Gárdonyi Géza Színházban, 1962-től a budapesti Tarka Színpadon szerepelt. 1964 és 1966 között a győri Kisfaludy Színház, 1967-től a Miskolci Nemzeti Színház művésze volt. 1975-ben ismét Győrben játszott, majd 1976-tól haláláig a Vígszínház, illetve a Magyar Szinkron Társulatának tagja lett. Pályája elején hősszerepeket, operett szerepeket, majd klasszikus és modern drámák epizódszerepeit alakította.

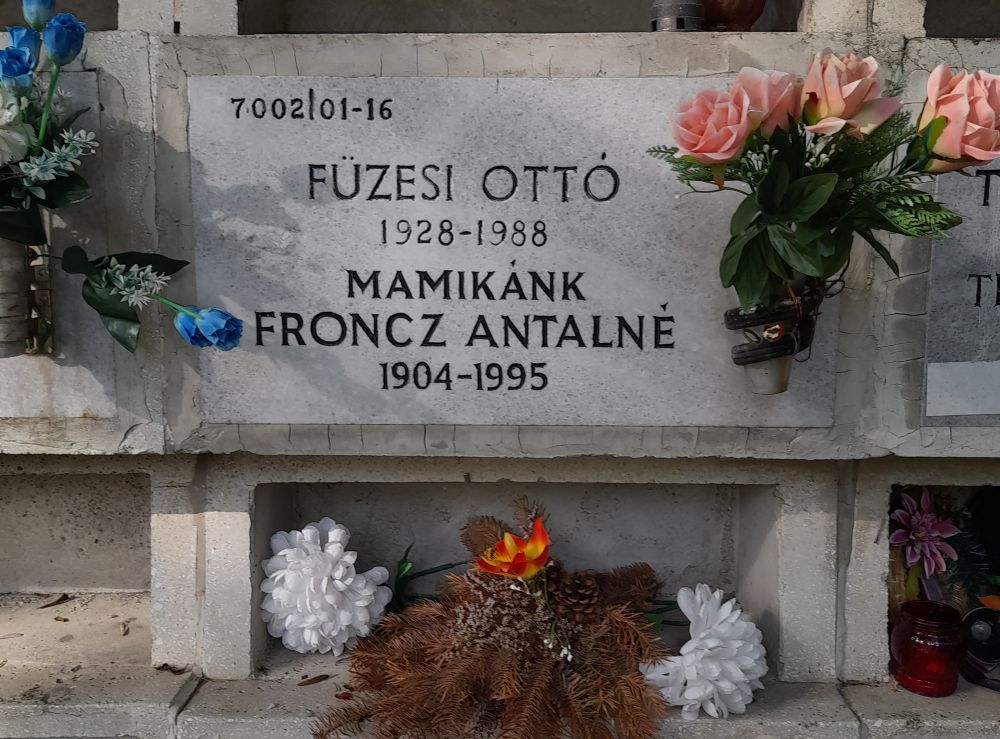
Urnája a Megyeri temetőben (7002-01-16)

## Színházi szerepei
- William Shakespeare: Ahogy tetszik … Frigyes herceg, a bitorló; Olivér
- William Shakespeare: Macbeth …  Macduff, skót nemes
- William Shakespeare: Sok hűhó semmiért … Claudio, ifjú firenzei gróf
- William Shakespeare: Rómeó és Júlia … Mercutio
- William Shakespeare: II. Richárd … Surey hercege
- Friedrich Schiller: Stuart Mária … Leichester gróf
- Friedrich Schiller: Tell Vilmos … Tell Vilmos, uri-i paraszt
- Mihail Afanaszjevics  Bulgakov: Őfelsége komédiása … De Laissac márki
- Fjodor Mihajlovics Dosztojevszkij: A félkegyelmű … Rogozsin; Tockij
- Tennessee Williams: Orfeusz alászáll … Jabe Torrance
- Eugene O’Neill: Amerikai Elektra … Ezra Mannon, vezénylő tábornok
- Arthur Miller: Az ügynök halála … Ben bácsi
- Arthur Miller: Közjáték Vichyben … Von Berg
- George Bernard Shaw: Pygmalion … Henry Higgins tanár, Higginsné fia
- Jean-Paul Sartre: A tisztességtudó utcalány … Néger
- Victorien Sardou: Szókimondó asszonyság … Lefebvre
- Peter Weiss: Jean Paul Marat üldöztetése és meggyilkolása, ahogy a charentoni elmegyógyintézet ápoltjai előadják de Sade úr betanításában … Második énekes
- Peter Shaffer: Amadeus … Johann Kilian von Strack gróf
- Erwin Piscator: Amerikai tragédia … Samuel Griffiths
- Stendhal: Vörös és fekete … De La Mole márki
- Václav Havel: Leirat … Perina
- Iszaak Oszipovics Dunajevszkij: Szabad szél … Gall Cézár
- Viktor Rozov: A siketfajd fészke … Dzirelli
- Ralph Benatzky: Az esernyős király … Percy d’Avencourt
- Joachim Brehmer: Az a lány … Robert, Frank apja
- Bródy Sándor: A tanítónő … Szolgabíró
- Jókai Mór - Bozó László: A lőcsei fehér asszony … Andrássy generális
- Illyés Gyula: Fáklyaláng … Szemere Bertalan, miniszterelnök
- Németh László: A csapda … D’Anthes kapitány, fogadott fiú
- Hernádi Gyula: Királyi vadászat … Ostenburg Gyula ezredes
- Páskándi Géza: Kálmán király … Márk
- Darvas József: Pitypang … Romhányi György, professzor
- Benedek András - Semsei Jenő: A szelistyei asszonyok … Nagy András
- Fejes Endre - Presser Gábor - Sztevanovity Dusán: Jó estét nyár, jó estét szerelem … Orvos
- Kern András - Sándor Pál: Ragyogj, ragyogj, csillagom! … Sztanyiszlavszkij
- Székely János: Vak Béla király … Lampart
- Kristóf Károly - Szirmai Albert: Tabáni legenda … Vukovics Lázó
- Sándor Iván: Tiszaeszlár … Matej Ignác
- Mesterházi Lajos: A tizenegyedik parancsolat … Író
- Szánthó Dénes - Vécsey Ernő - Szenes Iván: Lúdas Matyi … Fazekas Mihály, író
- Barabás Tibor - Gádor Béla: Állami áruház … Csorvási
- Behár György: Éjféli randevú … Marco
- Szenes Iván - Bágya András: Őfelsége, a sztár … Happy-York követe
- Kálmán Imre: Csárdáskirálynő … Kerekes Ferkó
- Kacsóh Pongrác: János vitéz … Bagó

## Filmek, sorozatok
| - Lila akác (1972) - Egy erkölcsös éjszaka (1977) - Dóra jelenti (1978) - Fogjuk meg és vigyétek! (1979) – Ferenczy elvtárs - Kentaurok (1979) - Októberi vasárnap (1979) - Fábián Bálint találkozása Istennel (1980) - Vőlegény (1982) | - Lauterburg városparancsnoka (1973) - Ősbemutató (1974) - Késő őszi esti órán (1977) – Hoteldirektor - Váljunk el! (1978) - Zenés TV Színház: Párizsi élet (1978) – Kapitány - IV. Henrik király (1979) - Frère Martin (1981) - Villám (1981) - Az emlékmúzeum (1983) - Majd belejössz Pistám (1983) - Kémeri 1-5. (1985) - Széchenyi napjai (1985) - Szomszédok (1987) – Taki főnöke (1. évad, 3. rész) |

### Rajzfilmek
- Pityke (1979) – További szereplők (hang)
- Vuk 1-4. (1980 [1981 mozifilmként]) – Komondor; Hajtó II.; Pletykás kutyák (hang)
- A nagy ho-ho-horgász I. (1982) – Mérges cickány; Harcsa; Hal (hang)
- Az én családom (1985) – Nagypapa (hang)
- Felelj szépen, ha kérdeznek! (1985) – Nagypapa (hang)
- Mátyás, az igazságos (1985) – Gömöri úr IV. (hang)
- Éljen Szervác! (1986) – Orrszarvú (hang)
- Kire ütött ez a gyerek? (1986) – Nagypapa (hang)
- Macskafogó (1986) – Puskás macskalóz; Miguel (hang)
- Trombi és a Tűzmanó I. (1988) – Főcső (hang)

## Szinkronszerepei

### Filmek
| Év   | Cím                                                                      | Szereplő                                 | Színész                 | Szinkron év |
| ---- | ------------------------------------------------------------------------ | ---------------------------------------- | ----------------------- | ----------- |
| 1935 | Eladó kísértet                                                           | N/A                                      | N/A                     | 1979        |
| 1939 | A játékszabály (2. magyar szinkron)                                      | N/A                                      | N/A                     | 1979        |
| 1940 | A Manderley-ház asszonya                                                 | Chalcroft                                | Forrester Harvey        | 1978        |
| 1941 | Aranypolgár (1. magyar szinkron)                                         | Gino                                     | Gino Corrado            | 1981        |
| 1941 | Modern Pimpernel                                                         | N/A                                      | N/A                     | 1979        |
| 1944 | Szegények és gazdagok (2. magyar szinkron)                               | N/A                                      | N/A                     | 1981        |
| 1945 | Kék rapszódia                                                            | N/A                                      | N/A                     | 1972        |
| 1947 | A sanghaji asszony                                                       | Jake                                     | Louis Merrill           | 1981        |
| 1948 | Biciklitolvajok                                                          | N/A                                      | N/A                     | 1983        |
| 1949 | Néma barikád                                                             | Brucek                                   | Jaroslav Marvan         | 1981        |
| 1951 | Jó napot, elefánt!                                                       | N/A                                      | N/A                     | 1978        |
| 1952 | A földkerekség legnagyobb show-ja                                        | N/A                                      | N/A                     | 1986        |
| 1952 | Hölgy kaméliák nélkül                                                    | PaoloSuszter                             | N/A                     | 1981        |
| 1953 | A kis Muck története (2. magyar szinkron)                                | Al-ramudzsin                             | Werner Peters           | 1978        |
| 1953 | A három testőr (1. magyar szinkron)                                      | De Treville                              | Félix Oudart            | 1986        |
| 1954 | Gyilkosság telefonhívásra                                                | N/A                                      | N/A                     | 1983        |
| 1956 | Az ember, aki túl sokat tudott                                           | Val Parnell                              | Alan Mowbray            | 1986        |
| 1957 | A meztelen igazság (1. magyar szinkron)                                  | Johnson rendőr                           | David Lodge             | 1983        |
| 1957 | A meztelen igazság (1. magyar szinkron)                                  | Miniszter az alsóházban                  | N/A                     | 1983        |
| 1958 | A férfi is tolvaj, a nő is tolvaj                                        | Cestelli felügyelő                       | Mario Carotenuto        | 1980        |
| 1958 | Szédülés                                                                 | Scottie orvosa                           | Raymond Bailey          | 1985        |
| 1960 | A szép Antonio                                                           | N/A                                      | N/A                     | 1980        |
| 1960 | Egy asszony meg a lánya (2. magyar szinkron)                             | N/A                                      | N/A                     | 1981        |
| 1960 | Mindenki haza (2. magyar szinkron)                                       | Nocella őrnagy                           | Mino Doro               | 1982        |
| 1960 | Psycho                                                                   | Megyei seriff                            | Sam Flint               | 1984        |
| 1961 | A balek bosszúja                                                         | Tauchmann                                | Heinrich Gretler        | 1978        |
| 1961 | A kétéltű ember (1. magyar szinkron)                                     | Öreg Baltazar                            | Anatolij Szmiranyin     | 1980        |
| 1961 | Ilyen hosszú távollét                                                    | N/A                                      | N/A                     | 1982        |
| 1962 | Iván gyermekkora (2. magyar szinkron)                                    | N/A                                      | N/A                     | 1981        |
| 1962 | Napfogyatkozás (1. magyar szinkron)                                      | N/A                                      | N/A                     | 1979        |
| 1963 | Acapulcói kaland (1. magyar szinkron)                                    | N/A                                      | N/A                     | 1987        |
| 1963 | Két pár texasi (1. magyar szinkron)                                      | Chad, Zack testőre                       | Mike Mazurki            | 1983        |
| 1963 | Méhkirálynő (2. magyar szinkron)                                         | N/A                                      | N/A                     | 1980        |
| 1964 | A boszorkánymester                                                       | Henry Arthur Milton                      | René Deltgen            | 1973        |
| 1964 | Bűntény a művészpanzióban                                                | Rendőrkapitány                           | N/A                     | 1965        |
| 1964 | Nyugodj meg, kedves! (2. magyar szinkron)                                | Van Druck, a holland tárgyalópartner     | Kajio Pawlowski         | 1986        |
| 1965 | A Crossbow-akció (1. magyar szinkron)                                    | N/A                                      | N/A                     | 1978        |
| 1965 | Fantomas visszatér                                                       | Ápoló a pszichiátriai klinikán           | N/A                     | 1983        |
| 1965 | Pokoli találmány                                                         | N/A                                      | N/A                     | 1983        |
| 1965 | Viva Maria (1. magyar szinkron)                                          | Diogène                                  | Gregor von Rezzori      | 1974        |
| 1966 | Sógorom, a zugügyvéd (2. magyar szinkron)                                | Specialista #2                           | Bartlett Robinson       | 1976        |
| 1967 | A tábornokok éjszakája                                                   | von Seidlitz-Gabler tábornok             | Charles Gray            | 1982        |
| 1967 | Álom ez, nem való                                                        | Jack kapitány                            | Frank McHugh            | 1988        |
| 1967 | Bilincs és mosoly                                                        | Carr                                     | Clifton James           | 1983        |
| 1968 | Estély habfürdővel (1. magyar szinkron)                                  | Bernard Stein                            | Al Checco               | 1978        |
| 1968 | Modern Monte Cristo (2. magyar szinkron)                                 | Tiszt a tárgyaláson                      | Robert Le Béal          | 1979        |
| 1968 | Modern Monte Cristo (2. magyar szinkron)                                 | N/A                                      | N/A                     | 1979        |
| 1969 | Frank Mannata igaz története                                             | N/A                                      | N/A                     | 1986        |
| 1969 | Krakatau                                                                 | Connerly                                 | Brian Keith             | 1979        |
| 1970 | Maigret felügyelő nyomoz – IV/3. rész: Maigret                           | Amadieu                                  | Armand Mestral          | 1978        |
| 1971 | A foglyok hite                                                           | Andon Sovicanov                          | Darko Damevski          | 1972        |
| 1971 | Francia kapcsolat                                                        | N/A                                      | N/A                     | 1980        |
| 1971 | Kakaskodó kakasfogó                                                      | N/A                                      | N/A                     | 1986        |
| 1971 | Kalózok háborúja (1. magyar szinkron)                                    | Admirális                                | Aldo Cecconi            | 1983        |
| 1972 | A túlparton az éden                                                      | Felügyelő                                | Alexander May           | 1975        |
| 1972 | Az örökös                                                                | N/A                                      | N/A                     | 1979        |
| 1972 | Chato földje (1. magyar szinkron)                                        | Harvey Lansing                           | William Watson          | 1979        |
| 1972 | És az eső elmos minden nyomot…                                           | Repülő irányító                          | N/A                     | 1977        |
| 1972 | Folytassa külföldön! (1. magyar szinkron)                                | Harry                                    | Jack Douglas            | 1973        |
| 1972 | Mert szeretik egymást                                                    | N/A                                      | N/A                     | 1972        |
| 1972 | Ostromállapot                                                            | Újságíró #1                              | N/A                     | 1974        |
| 1972 | San Francisco utcáin – I/5. rész: Az öröklét tornya (1. magyar szinkron) | Amory Gilliam                            | Edward Mulhare          | 1981        |
| 1973 | A sakkozó tolvaj                                                         | Pilóta                                   | N/A                     | 1983        |
| 1973 | Boldog új évet! (1. magyar szinkron)                                     | N/A                                      | N/A                     | 1986        |
| 1973 | Madárijesztő (1. magyar szinkron)                                        | N/A                                      | N/A                     | 1983        |
| 1973 | Piedone, a zsaru (1. magyar szinkron)                                    | Ősz hotelportás                          | N/A                     | 1978        |
| 1973 | Sivár vidék                                                              | Hivatalnok                               | Charles Fitzpatrick     | 1986        |
| 1973 | Szép, gazdag nő kis testi hibával férjet keres                           | N/A                                      | N/A                     | 1983        |
| 1974 | A kaliforniai kölyök                                                     | Maxwell Howard F.                        | Norman Bartold          | 1986        |
| 1974 | A kicsi kocsi újra száguld (1. magyar szinkron)                          | Alonzo ügyvédje                          | N/A                     | 1984        |
| 1974 | A rivális                                                                | N/A                                      | N/A                     | 1976        |
| 1974 | Bosszúvágy                                                               | N/A                                      | N/A                     | 1980        |
| 1974 | Kisfiút felveszünk                                                       | N/A                                      | N/A                     | 1979        |
| 1974 | Monte Cristo grófja (1. magyar szinkron)                                 | N/A                                      | N/A                     | 1980        |
| 1974 | Szenzáció! (1. magyar szinkron)                                          | Telegráfos                               | Allen Jenkins           | 1980        |
| 1975 | A vasárnap messze van                                                    | Arthur Black                             | Peter Cummins           | 1988        |
| 1975 | Narancsos kacsasült                                                      | Férfi az utcán                           | N/A                     | 1983        |
| 1976 | A jónevű senki avagy a stróman                                           | FBI-os ember                             | Joe Jamrog              | 1978        |
| 1976 | Az elveszett meccs                                                       | N/A                                      | N/A                     | 1983        |
| 1976 | Csúfak és gonoszak                                                       | Vevő a házra                             | N/A                     | 1979        |
| 1976 | Fekete fülű fehér Bim                                                    | N/A                                      | N/A                     | 1979        |
| 1976 | Maraton életre-halálra                                                   | Biztonsági őr a bankban (+ Dengyel Iván) | William Martel          | 1985        |
| 1976 | Mario és a varázsló                                                      | Szalma mögött álló férfi                 | N/A                     | 1979        |
| 1976 | Tízezer dolláros megbízás (1. magyar szinkron)                           | Hesh                                     | Dick O’Neill            | 1986        |
| 1976 | Várkastély a Kárpátokban                                                 | N/A                                      | N/A                     | 1981        |
| 1977 | A dominó-elv                                                             | Bowkemp                                  | Joseph V. Perry         | 1978        |
| 1977 | A milliomos                                                              | Diri                                     | N/A                     | 1978        |
| 1977 | A reménység szele                                                        | Mihail Ivanovics kapitány                | Pavel Vlagyimirovics    | 1979        |
| 1977 | Bizonyítási eljárás                                                      | Yohei Kori                               | Mifune Tosiró           | 1982        |
| 1977 | Csillagok háborúja IV. – Egy új remény (1. magyar szinkron)              | Owen bácsi                               | Phil Brown              | 1984        |
| 1977 | Etűdök gépzongorára                                                      | Jakov                                    | Szergej Nyikonyenko     | 1983        |
| 1977 | Happy End                                                                | Felügyelő                                | Bruno Carstens          | 1978        |
| 1977 | Hogyan filmezik Rozmaringot?                                             | N/A                                      | N/A                     | 1979        |
| 1977 | Szeresd, vagy hagyd el                                                   | N/A                                      | N/A                     | 1978        |
| 1977 | Talán jövőre                                                             | Soukup                                   | Jan Pohan               | 1981        |
| 1977 | Tetthely – 74 rész: Aki az ördöggel cimborál                             | Schmetz                                  | Peter Pasetti           | 1980        |
| 1978 | 39 lépcsőfok (1. magyar szinkron)                                        | Admirális                                | Tony Steedman           | 1985        |
| 1978 | Akit Buldózernek hívtak                                                  | Osvaldo pirosgalléros embere             | N/A                     | 1982        |
| 1978 | Az inkák aranya                                                          | N/A                                      | N/A                     | 1982        |
| 1978 | Spirál (1. magyar szinkron)                                              | N/A                                      | N/A                     | 1986        |
| 1978 | Szegény zsebtolvaj                                                       | N/A                                      | N/A                     | 1983        |
| 1978 | Várlak nálad vacsorára                                                   | Harry Grady                              | Lloyd Gough             | 1982        |
| 1979 | A 25 millió fontos váltságdíj                                            | Stallemo                                 | Eric Mason              | 1987        |
| 1979 | A XX. század kalózai                                                     | Kalóz #1                                 | Igor Klass              | 1980        |
| 1979 | Airport ’79 – Concorde (1. magyar szinkron)                              | Carl Parker                              | Macon McCalman          | 1986        |
| 1979 | Bátorság, fussunk!                                                       | Charley                                  | Robert Webber           | 1981        |
| 1979 | Bombanő                                                                  | Hugh                                     | Robert Webber           | 1983        |
| 1979 | Búcsúdal                                                                 | N/A                                      | N/A                     | 1986        |
| 1979 | Csak a szerelem                                                          | N/A                                      | N/A                     | 1980        |
| 1979 | Cseresznyefák                                                            | N/A                                      | N/A                     | 1981        |
| 1979 | Elil rózsája (1. magyar szinkron)                                        | Daad El Shur                             | Mickey Rooney           | 1985        |
| 1979 | Hófehér és Rózsapiros                                                    | Matthias nagyapó                         | Johannes Wieke          | 1981        |
| 1980 | A falu bolondja és a kötéltáncosnő                                       | N/A                                      | N/A                     | 1983        |
| 1980 | A kobra napja                                                            | Férfi a telefonban (hang)                | N/A                     | 1982        |
| 1980 | A lator                                                                  | N/A                                      | N/A                     | 1982        |
| 1980 | A rendőrség száma 110 – X/3. rész: Egyetlen másodperc                    | Staatsanwalt Domke                       | Dietrich Körner         | 1985        |
| 1980 | Airplane!                                                                | N/A                                      | N/A                     | 1987        |
| 1980 | Aranyeső Yuccában                                                        | Professzor                               | Tom Felleghy            | 1985        |
| 1980 | Atlantic City, USA (1. magyar szinkron)                                  | Rendőrparancsnok                         | John Allmond            | 1982        |
| 1980 | Csillagok háborúja V. – A Birodalom visszavág (1. magyar szinkron)       | Carlist Rieekan tábornok                 | Bruce Boa               | 1981        |
| 1980 | Dutyi dili                                                               | N/A                                      | N/A                     | 1982        |
| 1980 | Egy pisztoly eltűnik                                                     | Alekszej Alekszejevics Szamsonov         | Jurij Volkov            | 1981        |
| 1980 | Hárman a slamasztikában (1. magyar szinkron)                             | Rosszul lett nő támogatója               | N/A                     | 1981        |
| 1980 | Ház a mezőn                                                              | N/A                                      | N/A                     | 1983        |
| 1980 | Jobb ma egy nő, mint tegnap három                                        | Maxence, az irodalomkritikus             | Jacques Doniol-Valcroze | 1981        |
| 1980 | Mikrofonpróba                                                            | Idősebb munkaügyi alkalmazott            | N/A                     | 1982        |
| 1980 | Seriff és az idegenek                                                    | McCartney vezérőrnagy                    | N/A                     | 1982        |
| 1980 | Sörgyári capriccio                                                       | Vejvoda úr, igazgatósági tag             | František Řehák         | 1981        |
| 1981 | A koronatanú 1-3.                                                        | Dr. Hacke                                | Ugo Bologna             | 1987        |
| 1981 | A sárkányölő                                                             | N/A                                      | N/A                     | 1984        |
| 1981 | Pereputty                                                                | N/A                                      | N/A                     | 1984        |
| 1981 | Segítség, felszarvaztak! (magyar szinkron)                               | Járókelő                                 | N/A                     | 1984        |
| 1982 | Én, te és a telihold                                                     | N/A                                      | N/A                     | 1984        |
| 1982 | Gandhi                                                                   | Kalauz a vonaton                         | Marius Weyers           | 1984        |
| 1982 | Gyötrelmes kapcsolatok                                                   | Stefan apja                              | Hans Christian Blech    | 1984        |
| 1982 | Foci bundában                                                            | N/A                                      | N/A                     | 1982        |
| 1982 | Sok pénznél jobb a több                                                  | KözrendőrMásik bankigazgató              | N/A                     | 1984        |
| 1983 | Hell és a nők                                                            | Lyssenhop                                | Werner Rundshagen       | 1985        |
| 1983 | Kedves jó Télapó                                                         | Nagymedve                                | Gerd Ehlers             | 1986        |
| 1983 | Legenda Olga hercegnőről                                                 | Bölcs Oleg                               | Nyikolaj Oljalin        | 1985        |
| 1983 | Nap, széna, eper (1. magyar szinkron)                                    | N/A                                      | N/A                     | 1986        |
| 1983 | Nő a volánnál                                                            | Joe az étteremben                        | N/A                     | 1985        |
| 1983 | Olsanszkij herceg vára                                                   | Garbuk                                   | Gennagyij Garbuk        | 1986        |
| 1983 | Szexmisszió                                                              | Albert apja                              | Juliusz Lubicz-Lisowski | 1985        |
| 1983 | Tévedések vígjátéka                                                      | Porkoláb                                 | Bunny Reed              | 1987        |
| 1983 | Titokban Hongkongban                                                     | RészvényesFérfi                          | N/A                     | 1985        |
| 1983 | Tűzvonalban (1. magyar szinkron)                                         | N/A                                      | N/A                     | 1985        |
| 1983 | Visszatérés az űrből                                                     | N/A                                      | N/A                     | 1987        |
| 1984 | Coriolanus                                                               | N/A                                      | N/A                     | 1986        |
| 1984 | Húszas, harmincas évek                                                   | N/A                                      | N/A                     | 1986        |
| 1984 | Sárga Haj és az aranyerőd                                                | N/A                                      | N/A                     | 1986        |
| 1984 | Swann szerelme                                                           | N/A                                      | N/A                     | 1985        |
| 1984 | Vezeklés                                                                 | Orvos                                    | N/A                     | 1987        |
| 1984 | Zsaroló zsaruk                                                           | René                                     | Philippe Noiret         | 1986        |
| 1985 | Ernst Thälmann                                                           | Wilhelm Pieck                            | Günther Grabbert        | 1986        |
| 1985 | Fekete nyíl                                                              | N/A                                      | N/A                     | 1986        |
| 1985 | K. u. k. Szökevények                                                     | Katona #1                                | N/A                     | 1985        |
| 1985 | Mi van magával, doktor úr?                                               | N/A                                      | N/A                     | 1986        |
| 1985 | Montreáli bankrablás (1. magyar szinkron)                                | Interkontinentál Bank reklámbemondó      | N/A                     | 1986        |
| 1985 | Silverado (1. magyar szinkron)                                           | Hoyt                                     | Ted White               | 1987        |
| 1986 | Más, mint a többi                                                        | Folyóirat személyzetise                  | Nikolai Kornoukhov      | 1987        |

### Sorozatok
| Év   | Cím                         | Szereplő                     | Színész         | Szinkron év |
| ---- | --------------------------- | ---------------------------- | --------------- | ----------- |
| 1969 | Tau bácsi I.                | Nagyorrú                     | N/A             | 1980        |
| 1972 | A messziről jött ember 1-6. | Prosper                      | Claude Desailly | 1985        |
| 1973 | A tavasz tizenhét pillanata | Bormann                      | Jurij Vizbor    | 1974        |
| 1973 | Vivát, Benyovszky!          | Gribov                       | Jozef Sorok     | 1975        |
| 1977 | Kórház a város szélén I.    | Kuthan docens, az idegsebész | Josef Patočka   | 1982        |
| 1978 | A bábu 1-9.                 | N/A                          | N/A             | 1980        |
| 1984 | T.I.R.                      | N/A                          | N/A             | 1987        |

### Rajzfilmek
| Év   | Cím                                                      | Szereplő | Szinkronhang    | Szinkron év |
| ---- | -------------------------------------------------------- | --- | --------------- | ----------- |
| 1967 | Asterix, a gall                                          | További szereplők | N/A             | 1987        |
| 1976 | Asterix tizenkét próbája                                 | Cirkusztulajdonos | Jacques Hilling | 1988        |
| 1979 | A király és a madár                                      | N/A | N/A             | 1983        |
| 1982 | Az idő urai                                              | Irokéz | Georges Atlas   | 1983        |
| 1983 | 80 nap alatt a Föld körül Willy Foggal (rajzfilmsorozat) | Huligán #2Frack professzorA férfi, akitől Romy hercegnő érdeklődik a rokonai holléte felőlAkita, a cirkusz tulajdonosa | N/A             | 1986        |
| 1983 | Ico, a bátor lovacska                                    | Palota őrök | Enrique Conlazo | 1986        |
| 1983 | Ico, a bátor lovacska                                    | Palota őrök | Pelusa Suero    | 1986        |
| 1985 | Vámpírok Havannában                                      | Idős vámpír a fürdő éttermébenDoktor                                                                                   | N/A             | 1986        |